# آماری بل
آماری بل (انگلیسی: Amari'i Bell؛ زادهٔ ۵ مهٔ ۱۹۹۴) بازیکن فوتبال اهل بریتانیا است.
از باشگاه‌هایی که در آن بازی کرده است می‌توان به باشگاه فوتبال منزفیلد تاون، باشگاه فوتبال سوئیندون تاون، باشگاه فوتبال گیلینگام، باشگاه فوتبال نانیتون تاون، باشگاه فوتبال کیدرمینستر هاریرس، باشگاه فوتبال بیرمنگام سیتی، و باشگاه فوتبال فلیتوود اشاره کرد.
وی همچنین در تیم ملی فوتبال جامائیکا بازی کرده است.